# Hexapanopeus orcutti
Hexapanopeus orcutti is een krabbensoort uit de familie van de Panopeidae. De wetenschappelijke naam van de soort is voor het eerst geldig gepubliceerd in 1930 door Rathbun.